# Enrique Marco Soler
|  | «Enrique Marco» redirigeix aquí. Vegeu-ne altres significats a «Enric Marco i Batlle». |

Enrique Marco Soler (Castelló de la Plana, 1918 - la Vall d'Uixó, 2004) fou un industrial i polític valencià.

## Biografia
Fill d'Enrique Marco Zaragoza, el primer alcalde socialista de la Vall d'Uixó, va estudiar el batxillerat com a alumne lliure en l'Institut de Castelló (ara IES Francesc Ribalta). En 1932 va ingressar en les Joventuts Socialistes d'Espanya i en 1934 en va formar part del comitè local. En 1937 obté el grau de Tinent d'Enginyers en l'Escola Popular de Guerra. En acabar la guerra civil espanyola és condemnat a 20 anys de presó, i després de passar dos anys i mig a les presons de Jaén, Castelló i Borriana i tres en un batalló disciplinari a Àfrica fou alliberat l'agost de 1945.
Treballà d'espardenyer, després en una fàbrica de calçat i després s'instal·la com a autònom. Es va afiliar al PSOE, va ocupar la secretaria general de l'agrupació de la Vall d'Uixó des de la seva fundació i fou membre del Comitè federal del Partit. Amb Ernest Fenollosa Alcaide van reorganitzar el PSOE al País Valencià.
Entre 1976 i 1978 fou secretari general de la Federació Socialista de Castelló i entre febrer de 1978 i juny de 1979 presidente de la Federació Valenciana del PSOE. A les eleccions generals espanyoles de 1977 fou escollit senador per la província de Castelló. Després de les eleccions municipals espanyoles de 1979 fou nomenat diputat de la Diputació de Castelló, càrrec que va ocupar fins al 1983, any en què es va jubilar.